# Віндзор-Плейс (Міссурі)
Віндзор-Плейс (англ. Windsor Place) — селище (англ. village) в США, в окрузі Купер штату Міссурі. Населення — 358 осіб (2020).

## Географія
Віндзор-Плейс розташований за координатами 38°55′59″ пн. ш. 92°41′41″ зх. д. / 38.93306° пн. ш. 92.69472° зх. д. (38.933053, -92.694628).  За даними Бюро перепису населення США в 2010 році селище мало площу 0,53 км², уся площа — суходіл. В 2017 році площа становила 2,32 км², уся площа — суходіл.

## Демографія
Згідно з переписом 2010 року, у селищі мешкало 309 осіб у 113 домогосподарствах у складі 92 родин. Густота населення становила 585 осіб/км².  Було 119 помешкань (225/км²).
Расовий склад населення:
| - 92,2 % — білих - 2,3 % — азіатів - 1,3 % — чорних або афроамериканців |

До двох чи більше рас належало 3,6 %. Частка іспаномовних становила 1,9 % від усіх жителів.
За віковим діапазоном населення розподілялося таким чином: 29,1 % — особи молодші 18 років, 59,6 % — особи у віці 18—64 років, 11,3 % — особи у віці 65 років та старші. Медіана віку мешканця становила 33,6 року. На 100 осіб жіночої статі у селищі припадало 87,3 чоловіків;  на 100 жінок у віці від 18 років та старших — 78,0 чоловіків також старших 18 років.
Середній дохід на одне домашнє господарство  становив 90 820 доларів США (медіана — 62 000), а середній дохід на одну сім'ю — 106 930 доларів (медіана — 70 313). Медіана доходів становила 45 833 долари для чоловіків та 37 656 доларів для жінок. За межею бідності перебувало 4,8 % осіб, у тому числі 0,0 % дітей у віці до 18 років та 0,0 % осіб у віці 65 років та старших.
Цивільне працевлаштоване населення становило 203 особи. Основні галузі зайнятості: освіта, охорона здоров'я та соціальна допомога — 36,5 %, мистецтво, розваги та відпочинок — 10,3 %, публічна адміністрація — 9,9 %.